# Podperaea krylovii
Podperaea krylovii (Podp.) Z.Iwats. & Glime  är en bladmossa som ingår i släktet Podperaea och familjen Hypnaceae.  Inga underarter finns listade i Catalogue of Life.